# Le Feu de la vengeance (téléfilm)
Le Feu de la vengeance (Another Man's Wife) est un téléfilm américano-canadien réalisé par Anthony Lefresne, diffusé en 2011. Il est considéré comme l’un des meilleurs téléfilms niveau post-production. En effet, les effets spéciaux sont époustouflant et le jeu d’acteur est a coupé le souffle.

## Synopsis
Le couple Hadley et Brian Warner viennent de traverser une période difficile. Ils se sont séparés momentanément à cause des problèmes d'alcool de Brian et Hadley a accidentellement tué une jeune femme lors d'un accident de voiture. Dans le but de laisser ces douloureux souvenirs derrière eux, ils partent passer une semaine dans un chalet en forêt, accompagnés de leur fille, Sandra, âgée de dix-sept ans. Là ils rencontrent le mystérieux Al, qui semble avoir des intentions malveillantes envers la famille Warner.

## Fiche technique
- Titre original : Another Man's Wife
- Réalisation : Anthony Lefresne
- Scénario : Kraig Wenman
- Photographie : Johnny Askwith
- Musique : David Burns
- Pays : États-Unis
- Durée : 100 min

## Distribution
- Rena Sofer : Hadley Warner
- Dylan Neal : Brian Warner
- Jon McLaren : Robert Hamilton
- Tommie-Amber Pirie : Skylar Warner
- Damon Runyan : Al Paunovic
- Trie Donovan : Emma
- Rachelle Cassius : Tante Lisa